# Alkmaar '54 in het seizoen 1966/67
Het seizoen 1966/1967 was het 13e en laatste jaar in het bestaan van de Alkmaarse betaaldvoetbalclub Alkmaar '54. De club kwam uit in de Eerste divisie en eindigde daarin op de 12e plaats. Tevens deed de club mee aan het toernooi om de KNVB Beker, hierin werd in de eerste ronde verloren van MVV (0–2). Na het seizoen fuseerde de club met FC Zaanstreek tot AZ '67.

## Wedstrijdstatistieken

### Eerste divisie
|       | Blauw-Wit | FC Den Bosch/BVV | SC Cambuur | D.F.C. | DHC '66 | SC Drente | Eindhoven | De Graafschap | Heracles | Holland Sport | N.E.C. | RBC   | RCH   | SVV   | Velox | Vitesse | Volendam | De Volewijckers | FC Zaanstreek |
| ----- | --------- | ---------------- | ---------- | ------ | ------- | --------- | --------- | ------------- | -------- | ------------- | ------ | ----- | ----- | ----- | ----- | ------- | -------- | --------------- | ------------- |
| Thuis | 1 – 0     | 1 – 2            | 1 – 0      | 1 – 3  | 0 – 2   | 3 – 1     | 2 – 1     | 2 – 3         | 3 – 2    | 1 – 0         | 2 – 0  | 1 – 0 | 3 – 1 | 1 – 2 | 1 – 0 | 5 – 1   | 0 – 5    | 2 – 1           | 1 – 2         |
| Uit   | 0 – 1     | 3 – 0            | 1 – 1      | 2 – 0  | 1 – 3   | 1 – 5     | 0 – 0     | 1 – 0         | 2 – 0    | 2 – 0         | 2 – 1  | 1 – 5 | 3 – 1 | 1 – 4 | 2 – 0 | 2 – 0   | 2 – 0    | 1 – 2           | 2 – 1         |

### KNVB beker
| 1e ronde                                    | Alkmaar '54 | 0 – 2 (0 – 0) | MVV                               |
| 2 april 1967 Plaats: Alkmaar Alkmaarderhout |             |               | 56' Gerard Hoenen 80' Zef Geurten |

## Statistieken Alkmaar '54 1966/1967

### Eindstand Alkmaar '54 in de Nederlandse Eerste divisie 1966 / 1967
| Stand | Gespeeld | Gewonnen | Gelijk | Verloren | Punten | Doelpunten voor | Doelpunten tegen |
| ----- | -------- | -------- | ------ | -------- | ------ | --------------- | ---------------- |
| 12e   | 38       | 18       | 2      | 18       | 38     | 55              | 55               |

### Topscorers
| #                 | Naam              | Goal |
| ----------------- | ----------------- | ---- |
| 1.                | Herbert Bönnen    | 9    |
| 2.                | Bob van Rijssel   | 8    |
| 3.                | Piet Beets        | 7    |
| 3.                | Gerard Vredenburg | 7    |
| 5.                | Piet Buis         | 6    |
| 5.                | Siem Tijm         | 6    |
| 7.                | Arie Koopman      | 3    |
| 7.                | Sijf Oldenburg    | 3    |
| 9.                | Joop de Jong      | 2    |
| 9.                | Nico Wagemaker    | 2    |
| 11.               | Jan Peereboom     | 1    |
| Onbekend doelpunt |                   |      |
| –                 | Onbekend          | 1    |
| Totaal            | Totaal            | 55   |

| #      | Naam        | Goal |
| ------ | ----------- | ---- |
| –      | Geen speler | 0    |
| Totaal | Totaal      | 0    |

## Voetnoten
Alkmaar '54 ·
Blauw-Wit ·
Cambuur ·
FC Den Bosch/BVV ·
D.F.C. ·
DHC '66 ·
SC Drente ·
Eindhoven ·
De Graafschap ·
Heracles ·
Holland Sport ·
N.E.C. ·
RBC ·
RCH ·
SVV ·
Velox ·
Vitesse ·
Volendam ·
De Volewijckers ·
FC Zaanstreek